# Jonas Cortzen
Peter Markus Jonas Cortzen (25. července 1874, Niaqornat - ?) byl grónský lovec a zemský rada zasedající v druhé severogrónské zemské radě.

## Životopis
Jonas Cortzen byl synem lovce Johana Petera Cortzena a jeho ženy Juliane Evy Ane a stejně jako jeho otec byl Jonas lovcem. Poprvé byl zvolen do Severogrónské zemské rady v roce 1917. Po skončení volebního období v roce 1923 byl zvolen náhradníkem, jako který zasedal v třetí severogrónské zemské radě za Karla Lybertha v roce 1926.